# Virtus nobilitat
Virtus nobilitat is Latijn voor 'deugd adelt'. Deze woorden zijn het motto en het opschrift op het onderscheidingskruis van de Orde van de Nederlandse Leeuw, die wordt uitgereikt aan personen met een uitzonderlijke verdienste voor de samenleving.